# Bedik család
A pathai gróf Bedik család egy perzsa eredetű magyarországi nemes család.

## Története
Az Arascidák közül származó, perzsa és örmény felmenőkkel bíró családot a XVII. században említik. IV. Mahomet szultán a családból akkor egyedüliként élő Pétert a muszlim vallásra akarta áttéríteni, de az akkor 13 éves ifjút François Piquet babilóniai érsek és az aleppói francia konzul Rómába szöktette. Itt nevelkedett fel Péter, aki aztán pathai előnévvel I. Lipóttól 1684. január 14-én grófi címet kapott. Az uralkodó őt szándékozta Perzsiába küldeni követségbe. Leszármazottairól nincs feljegyzés.

## Címere
Kempelen Bélát idézve:
„Czímer: egyszer vágott, kétszer hasitott paizs; az 1. kék mezőben arany nap; a 2. vörös mezőben húsvéti bárány; a 3. kék mezőben hold (ez a felső sor); a 4. arany mezőben koronás három bikafej; az 5. vörös mezőben zöld halmon katonai paizs; a 6. arany mezőben három mén; az ezüst szinü szivpaizsban a császári kétfejü sas; paizstakarók: két koronás oroszlán; az oroszlánok feje közötti sikon, a paiz fölött tollas perzsa turbánt viselő idősebb férfi emelkedik ki vállból.”